# Cúp AFC 2013
AFC Cup 2013 là phiên bản thứ 10 của AFC Cup, được tổ chức bởi Liên đoàn bóng đá châu Á (AFC) cho các câu lạc bộ đến từ các hiệp hội của các quốc gia "đang phát triển" ở châu Á.
Ở trận chung kết toàn Kuwait, đương kim vô địch Al-Kuwait đánh bại Al-Qadsia với tỉ số 2–0 để giành danh hiệu Cúp AFC thứ 3 trong năm năm, và trở thành đội bóng đầu tiên vô địch Cúp AFC ba lần. Cả hai đội vào đến trận chung kết đều lọt vào AFC Champions League 2014.

## Phân bổ đội của các hiệp hội
AFC đưa ra quy trình quyết định các hiệp hội tham gia và phân bổ các vị trí, với quyết định cuối cùng được AFC đưa ra vào tháng 11 năm 2012. Những thay đổi sau đây trong danh sách các hiệp hội tham gia có thể được thực hiện từ AFC Cup 2012 nếu AFC chấp thuận các ứng dụng sau đây được thực hiện bởi bất kỳ hiệp hội nào:
- Một hiệp hội ban đầu tham dự AFC Cup có thể được tham dự AFC Champions League 2013. Một hiệp hội có thể tham gia cả AFC Champions League và AFC Cup nếu hiệp hội đó chỉ đáp ứng một phần tiêu chí của AFC Champions League.
- Một hiệp hội ban đầu tham dự AFC President's Cup 2013 có thể được tham dự AFC Cup 2013.

Những thay đổi sau đây trong các hiệp hội tham dự đã được thực hiện so với năm trước:
- Các đội thua vòng loại AFC Champions League không được tham dự AFC Cup.
- Tajikistan được thăng hạng từ AFC President's Cup lên AFC Cup bắt đầu từ năm 2013 bởi AFC.[4]

Mỗi hiệp hội sau đây được phân bổ hai suất:
- Đội 1 (đội vô địch giải quốc nội) của mỗi hiệp hội được vào vòng bảng.
- Đội 2 (đội vô địch cúp quốc nội hoặc á quân giải quốc nội) của mỗi hiệp hội hoặc được vào vòng bảng hoặc vòng loại, tuỳ thuộc vào đánh giá của AFC.

| Hiệp hội thành viên | Suất dự   | Suất dự   |
| Hiệp hội thành viên | Vòng bảng | Vòng loại |
| ------------------- | --------- | --------- |
| Bahrain             | 2         | 0         |
| Iraq                | 2         | 0         |
| Jordan              | 2         | 0         |
| Kuwait              | 2         | 0         |
| Li Băng             | 2         | 0         |
| Oman                | 2         | 0         |
| Syria               | 1         | 1         |
| Tajikistan          | 1         | 1         |
| Yemen               | 1         | 1         |
| Tổng                | 15        | 3         |

| Hiệp hội thành viên | Suất dự   | Suất dự   |
| Hiệp hội thành viên | Vòng bảng | Vòng loại |
| ------------------- | --------- | --------- |
| Hồng Kông           | 2         | 0         |
| Ấn Độ               | 2         | 0         |
| Indonesia           | 2         | 0         |
| Malaysia            | 2         | 0         |
| Maldives            | 2         | 0         |
| Myanmar             | 2         | 0         |
| Singapore           | 2         | 0         |
| Việt Nam            | 2         | 0         |
| Tổng                | 16        | 0         |

## Các đội tham dự
Chú thích:
- TH: Đương kim vô địch
- RU: Đương kim á quân
- 1st, 2nd, 3rd,...: Vị trí tại giải quốc nội
- CW: Đội vô địch cúp quốc gia
- PW: Đội thắng play-off dự AFC Cup cuối mùa

| Tây Á                               | Tây Á                     | Tây Á                 | Tây Á                    |
| ----------------------------------- | ------------------------- | --------------------- | ------------------------ |
| Al-KuwaitTH (2nd)                   | Al-Faisaly (1st, CW)      | Al-Ansar (CW)         | Ravshan Kulob (1st)      |
| ErbilRU (1st)                       | Al-Ramtha (2nd)           | Fanja (1st)           | Regar-TadAZ (CW)         |
| Al-Riffa (1st)                      | Al-Qadsia (1st, CW)       | Dhofar (CW)           | Al-Shaab Ibb (1st)       |
| Dohuk (2nd)                         | Safa (1st)                | Al-Shorta (1st)       |                          |
| Đông Á                              |                           |                       |                          |
| Kiệt Chí (1st)                      | Semen Padang (1st)        | New Radiant (1st)     | Tampines Rovers (1st)    |
| Sunray Cave JC Sun Hei (PW)         | Persibo Bojonegoro (CW)   | Maziya (CW)           | Warriors (CW) [Note SIN] |
| East Bengal (2nd, CW)               | Kelantan (1st, CW)        | Yangon United (1st)   | SHB Đà Nẵng (1st)        |
| Churchill Brothers (3rd) [Note IND] | Selangor (3rd) [Note MAS] | Ayeyawady United (CW) | Sài Gòn Xuân Thành (CW)  |

| Tây Á         | Tây Á              | Tây Á | Tây Á |
| ------------- | ------------------ | ----- | ----- |
| Al-Wahda (CW) | Al-Ahli Taizz (CW) |       |       |

 Al-Muharraq (CW) bỏ giải sau khi lễ bốc thăm diễn ra. Do đó,  Regar-TadAZ, ban đầu tham dự vòng loại, thay vào đó trực tiếp vào vòng bảng và chỉ có hai đội tham dự vòng loại.
Chú thích
1. ^ Ấn Độ (IND): Dempo, đội vô địch I-League 2011–12, từ chối tham dự AFC Cup 2013, vì vậy được thay thế bởi Churchill Brothers, đội hạng ba của giải.[5]
2. ^ Malaysia (MAS): Mặc dù Selangor chỉ kết thúc ở vị trí thứ ba tại Malaysia Super League 2012, họ vẫn được trao suất dự AFC Cup vì đội á quân giải đấu, LionsXII, được quản lý bởi Hiệp hội bóng đá Singapore, và do đó không đủ điều kiện để đại diện cho Malaysia tham dự AFC Cup.
3. ^ Singapore (SIN): Warriors trước đây tên là Singapore Armed Forces.[6]

## Vòng loại
Lễ bốc thăm vòng loại diễn ra vào ngày 6 tháng 12 năm 2012. Các trận đấu chơi theo thể thức một lượt, với hiệp phụ và loạt sút luân lưu được sử dụng để xác định đội chiến thắng nếu cần thiết. Đội thắng lọt vào vòng bảng cùng với 31 đội được vào thẳng.
Do Al-Muharraq bỏ cuộc sau khi lễ bốc thăm diễn ra, Regar-TadAZ, ban đầu được xác định sẽ đấu với đội thắng trong cặp đấu giữa Al-Wahda và Al-Ahli Taizz, được vào thẳng Bảng A, trong khi đội thắng cặp đấu Al-Wahda và Al-Ahli Taizz sẽ vào  Bảng B thay cho Al-Muharraq.
| Đội 1    | Tỉ số | Đội 2         |
| -------- | ----- | ------------- |
| Al-Wahda | 3–5   | Al-Ahli Taizz |

## Vòng bảng
Các trận đấu bảng diễn ra vào ngày 5–6 tháng 3, 12–13 tháng 3, 2–3 tháng 4, 9–10 tháng 4, 23–24 tháng 4, và 30 tháng 4 – 1 tháng 5 năm 2013.

### Bảng A
| Đội         | ST | T | H | B | BT | BB | HS  | Đ  |  | KUW | RIF | SFA | REG |
| ----------- | -- | - | - | - | -- | -- | --- | -- |  | --- | --- | --- | --- |
| Al-Kuwait   | 6  | 4 | 0 | 2 | 15 | 6  | +9  | 12 |  |     | 2–3 | 3–1 | 5–0 |
| Al-Riffa    | 6  | 3 | 1 | 2 | 9  | 6  | +3  | 10 |  | 0–2 |     | 2–0 | 1–1 |
| Safa        | 6  | 3 | 1 | 2 | 7  | 8  | −1  | 10 |  | 1–0 | 1–0 |     | 1–1 |
| Regar-TadAZ | 6  | 0 | 2 | 4 | 5  | 16 | −11 | 2  |  | 1–3 | 0–3 | 2–3 |     |

1. 1 2  Bằng điểm đối đầu (3). Hiệu số bàn thắng đối đầu: Al-Riffa +1, Safa -1.

### Bảng B
| Đội           | ST | T | H | B | BT | BB | HS  | Đ  |  | ERB | FAN | ANS | ATA |
| ------------- | -- | - | - | - | -- | -- | --- | -- |  | --- | --- | --- | --- |
| Erbil         | 6  | 6 | 0 | 0 | 17 | 0  | +17 | 18 |  |     | 1–0 | 2–0 | 4–0 |
| Fanja         | 6  | 3 | 1 | 2 | 9  | 6  | +3  | 10 |  | 0–4 |     | 4–0 | 3–1 |
| Al-Ansar      | 6  | 2 | 1 | 3 | 7  | 9  | −2  | 7  |  | 0–2 | 0–0 |     | 5–1 |
| Al-Ahli Taizz | 6  | 0 | 0 | 6 | 2  | 20 | −18 | 0  |  | 0–4 | 0–2 | 0–2 |     |

Chú thích
1. ^ a b c Các đội bóng Yemen không được chơi các trận sân nhà ở trong nước vì lí do an ninh.

### Bảng C
| Đội          | ST | T | H | B | BT | BB | HS | Đ  |  | FAI | DUH | DHO | SIB |
| ------------ | -- | - | - | - | -- | -- | -- | -- |  | --- | --- | --- | --- |
| Al-Faisaly   | 6  | 4 | 1 | 1 | 9  | 5  | +4 | 13 |  |     | 1–0 | 2–3 | 2–1 |
| Dohuk        | 6  | 4 | 0 | 2 | 14 | 6  | +8 | 12 |  | 0–1 |     | 6–1 | 2–1 |
| Dhofar       | 6  | 3 | 1 | 2 | 8  | 12 | −4 | 10 |  | 1–1 | 1–3 |     | 1–0 |
| Al-Shaab Ibb | 6  | 0 | 0 | 6 | 3  | 11 | −8 | 0  |  | 0–2 | 1–3 | 0–1 |     |

Chú thích
1. ^ a b c Các đội bóng Yemen không được chơi các trận sân nhà ở trong nước vì lí do an ninh.

### Bảng D
| Đội           | ST | T | H | B | BT | BB | HS  | Đ  |  | QAD | SHO | RAM | RAV |
| ------------- | -- | - | - | - | -- | -- | --- | -- |  | --- | --- | --- | --- |
| Al-Qadsia     | 6  | 4 | 1 | 1 | 13 | 4  | +9  | 13 |  |     | 0–1 | 2–2 | 3–0 |
| Al-Shorta     | 6  | 4 | 0 | 2 | 8  | 5  | +3  | 12 |  | 0–2 |     | 0–1 | 2–0 |
| Al-Ramtha     | 6  | 3 | 1 | 2 | 10 | 7  | +3  | 10 |  | 0–3 | 1–2 |     | 5–0 |
| Ravshan Kulob | 6  | 0 | 0 | 6 | 2  | 17 | −15 | 0  |  | 1–3 | 1–3 | 0–1 |     |

Chú thích
1. ^ a b c Các đội bóng Syria không được chơi các trận sân nhà ở trong nước vì lí do an ninh.

### Bảng E
| Đội                | ST | T | H | B | BT | BB | HS  | Đ  |  | SP  | KIT | CHB | WAR |
| ------------------ | -- | - | - | - | -- | -- | --- | -- |  | --- | --- | --- | --- |
| Semen Padang       | 6  | 5 | 1 | 0 | 15 | 6  | +9  | 16 |  |     | 3–1 | 3–1 | 3–1 |
| Kiệt Chí           | 6  | 4 | 0 | 2 | 18 | 7  | +11 | 12 |  | 1–2 |     | 3–0 | 5–0 |
| Churchill Brothers | 6  | 1 | 1 | 4 | 6  | 13 | −7  | 4  |  | 2–2 | 0–4 |     | 3–0 |
| Warriors           | 6  | 1 | 0 | 5 | 4  | 17 | −13 | 3  |  | 0–2 | 2–4 | 1–0 |     |

Chú thích
1. ^ Trận đấu giữa Kiệt Chí và Churchill Brothers đã được lên lịch lại từ ngày ban đầu là ngày 5 tháng 3 năm 2013 do Ấn Độ tham gia vòng loại AFC Challenge Cup từ ngày 2 đến ngày 6 tháng 3 năm 2013.[10]

### Bảng F
| Đội                    | ST | T | H | B | BT | BB | HS  | Đ  |  | NRA | YAN | SH  | PSB |
| ---------------------- | -- | - | - | - | -- | -- | --- | -- |  | --- | --- | --- | --- |
| New Radiant            | 6  | 5 | 0 | 1 | 20 | 4  | +16 | 15 |  |     | 3–1 | 1–0 | 6–1 |
| Yangon United          | 6  | 5 | 0 | 1 | 18 | 5  | +13 | 15 |  | 2–0 |     | 2–0 | 3–0 |
| Sunray Cave JC Sun Hei | 6  | 1 | 1 | 4 | 12 | 12 | 0   | 4  |  | 0–3 | 1–3 |     | 8–0 |
| Persibo Bojonegoro     | 6  | 0 | 1 | 5 | 5  | 34 | −29 | 1  |  | 0–7 | 1–7 | 3–3 |     |

1. 1 2  Hiệu số bàn thắng trong tất cả các trận đấu bảng: New Radiant +16, Yangon United +13.

Chú thích
1. ^ Trận đấu giữa Yangon United và Persibo Bojonegoro đã được lên lịch lại từ ngày ban đầu là ngày 5 tháng 3 năm 2013 do Myanmar tham gia vòng loại AFC Challenge Cup từ ngày 2 đến ngày 6 tháng 3 năm 2013.[10]
2. ^ Trận đấu giữa Sunray Cave JC Sun Hei và Persibo Bojonegoro buộc phải kết thúc ở phút 65 khi Sunray Cave JC Sun Hei dẫn trước với tỉ số 8-0, sau một loạt chấn thương khiến Persibo Bojonegoro chỉ còn sáu cầu thủ trên sân và dưới giới hạn cầu thủ.[11] AFC quyết định giữ kết quả theo quy định của giải đấu.[12]

### Bảng G
| Đội              | ST | T | H | B | BT | BB | HS | Đ  |  | KEL | DN  | MAZ | AYE |
| ---------------- | -- | - | - | - | -- | -- | -- | -- |  | --- | --- | --- | --- |
| Kelantan         | 6  | 4 | 1 | 1 | 14 | 9  | +5 | 13 |  |     | 5–0 | 1–1 | 3–1 |
| SHB Đà Nẵng      | 6  | 4 | 0 | 2 | 11 | 12 | −1 | 12 |  | 0–1 |     | 3–1 | 2–1 |
| Maziya           | 6  | 2 | 1 | 3 | 13 | 12 | +1 | 7  |  | 6–1 | 2–3 |     | 3–1 |
| Ayeyawady United | 6  | 1 | 0 | 5 | 9  | 14 | −5 | 3  |  | 1–3 | 2–3 | 3–0 |     |

Chú thích
1. ^ Trận đấu giữa SHB Đà Nẵng và Ayeyawady United đã được lên lịch lại từ ngày ban đầu là ngày 6 tháng 3 năm 2013 do Myanmar tham gia vòng loại AFC Challenge Cup từ ngày 2 đến ngày 6 tháng 3 năm 2013.[10]

### Bảng H
| Đội                | ST | T | H | B | BT | BB | HS | Đ  |  | KEB | SEL | SG  | TPR |
| ------------------ | -- | - | - | - | -- | -- | -- | -- |  | --- | --- | --- | --- |
| East Bengal        | 6  | 4 | 2 | 0 | 13 | 6  | +7 | 14 |  |     | 1–0 | 4–1 | 2–1 |
| Selangor           | 6  | 2 | 2 | 2 | 12 | 11 | +1 | 8  |  | 2–2 |     | 3–1 | 3–3 |
| Sài Gòn Xuân Thành | 6  | 2 | 2 | 2 | 9  | 12 | −3 | 8  |  | 0–0 | 2–1 |     | 2–2 |
| Tampines Rovers    | 6  | 0 | 2 | 4 | 12 | 17 | −5 | 2  |  | 2–4 | 2–3 | 2–3 |     |

1. 1 2  Bằng điểm đối đầu (3). Hiệu số bàn thắng đối đầu: Selangor +1, Sài Gòn Xuân Thành -1.

Chú thích
1. ^ Trận đấu giữa East Bengal và Selangor đã được lên lịch lại từ ngày ban đầu là ngày 6 tháng 3 năm 2013 do Ấn Độ tham gia vòng loại AFC Challenge Cup từ ngày 2 đến ngày 6 tháng 3 năm 2013.[10]

## Vòng loại trực tiếp

### Vòng 16 đội
Ở vòng 16 đội, đội nhất bảng này đấu với đội nhì bảng khác, trận đấu được tổ chức trên sân của đội nhất bảng.
| Đội 1        | Tỉ số                | Đội 2         |
| Tây Á        | Tây Á                | Tây Á         |
| ------------ | -------------------- | ------------- |
| Al-Kuwait    | 1–1 (s.h.p.) (4–1 p) | Dohuk         |
| Al-Faisaly   | 3–1                  | Al-Riffa      |
| Erbil        | 3–4 (s.h.p.)         | Al-Shorta     |
| Al-Qadsia    | 4–0                  | Fanja         |
| Đông Á       |                      |               |
| Semen Padang | 2–1                  | SHB Đà Nẵng   |
| Kelantan     | 0–2                  | Kiệt Chí      |
| New Radiant  | 2–0 (s.h.p.)         | Selangor      |
| East Bengal  | 5–1                  | Yangon United |

### Tứ kết
Lễ bốc thăm vòng tứ kết, bán kết và chung kết (để xác định đội chủ nhà) diễn ra vào ngày 20 tháng 6 năm 2013. Các đội khác khu vực có thể được xếp cặp đối đầu nhau, và các đội cùng hiệp hội không được xếp cặp đối đầu nhau ở vòng tứ kết.
| Đội 1       | TTS     | Đội 2        | Lượt đi | Lượt về |
| ----------- | ------- | ------------ | ------- | ------- |
| Al-Qadsia   | 2–2 (a) | Al-Shorta    | 0–0     | 2–2     |
| Kiệt Chí    | 2–4     | Al-Faisaly   | 1–2     | 1–2     |
| New Radiant | 2–12    | Al-Kuwait    | 2–7     | 0–5     |
| East Bengal | 2–1     | Semen Padang | 1–0     | 1–1     |

### Bán kết
| Đội 1     | TTS | Đội 2       | Lượt đi | Lượt về |
| --------- | --- | ----------- | ------- | ------- |
| Al-Qadsia | 3–1 | Al-Faisaly  | 2–1     | 1–0     |
| Al-Kuwait | 7–2 | East Bengal | 4–2     | 3–0     |

### Chung kết
| Al-Qadsia | 0–2    | Al-Kuwait                 |
| --------- | ------ | ------------------------- |
|           | Report | Rogerinho 52' · Jemâa 64' |

## Giải thưởng
| Giải thưởng                | Cầu thủ         | Câu lạc bộ |
| -------------------------- | --------------- | ---------- |
| Cầu thủ xuất sắc nhất giải | Bader Al-Mutawa | Al-Qadsia  |
| Vua phá lưới               | Issam Jemâa     | Al-Kuwait  |

## Các cầu thủ ghi bàn hàng đầu
| Xếp hạng | Cầu thủ         | Câu lạc bộ                       | MD1 | MD2 | MD3 | MD4 | MD5 | MD6 | R16 | QF1 | QF2 | SF1 | SF2 | 0F0 | Tổng |
| -------- | --------------- | -------------------------------- | --- | --- | --- | --- | --- | --- | --- | --- | --- | --- | --- | --- | ---- |
| 1        | Issam Jemâa     | Al-Kuwait                        |     |     | 2   | 2   | 2   |     |     | 4   | 3   | 2   |     | 1   | 16   |
| 2        | Jordi Tarrés    | Kiệt Chí                         | 2   | 2   | 1   | 1   | 1   | 3   | 1   |     | 1   |     |     |     | 12   |
| 3        | Edward Wilson   | Semen Padang                     | 1   |     | 1   | 2   | 2   | 2   | 1   |     | 1   |     |     |     | 10   |
| 4        | Bader Al-Mutawa | Al-Qadsia                        |     | 1   | 2   | 2   | 1   | 1   | 2   |     |     |     |     |     | 9    |
| 4        | Ali Ashfaq      | New Radiant                      |     | 5   |     |     |     | 3   |     | 1   |     |     |     |     | 9    |
| 4        | Adama Koné      | Yangon United                    | 3   | 1   | 1   | 1   | 2   | 1   |     |     |     |     |     |     | 9    |
| 7        | Ahmad Al Douni  | Al-Riffa (GS+R16) Al-Shorta (QF) |     | 3   |     | 1   | 1   | 1   |     |     | 1   |     |     |     | 7    |
| 7        | Amjad Radhi     | Erbil                            | 1   | 1   |     | 2   |     | 2   | 1   |     |     |     |     |     | 7    |
| 7        | Rogerinho       | Al-Kuwait                        | 1   | 1   | 1   | 1   |     |     |     | 1   |     |     | 1   | 1   | 7    |
| 10       | Chidi Edeh      | East Bengal                      |     |     | 1   | 1   |     | 1   | 3   |     |     |     |     |     | 6    |
| 10       | Gastón Merlo    | SHB Đà Nẵng                      | 1   | 1   |     |     |     | 3   | 1   |     |     |     |     |     | 6    |
| 10       | Mohamed Umair   | New Radiant                      | 1   | 1   |     | 1   | 1   | 2   |     |     |     |     |     |     | 6    |

Chú thích: Bàn thắng ghi được ở vòng loại không được tính.
Nguồn: